# ツムラ・ミュージックタイムマシーン
『ツムラ・ミュージックタイムマシーン』（TSUMURA MUSIC TIMEMACHINE）とは、TBSラジオで放送されていた番組『ラ・ラ・ラ♪日ようび』の中で、2001年4月8日から2003年9月28日まで放送されていた、ツムラの提供による中継コーナーである。

## 放送時間
- 日曜 12:10 - 12:16、13:20 - 13:29、14:15 - 14:29（2001年4月[1] - 2002年9月）
- 日曜 12:05 - 12:10、13:40 - 13:47、14:35 - 14:55（2002年10月[2] - 2003年3月）
- 日曜 14:35 - 14:55（2003年4月[3] - 9月）

## 出演者
- 司会
  - つまみ枝豆
- アシスタント
  - 友田安紀（第1回 - 2003年3月）
  - 笹田道子（フリーアナウンサー、2003年4月 - 最終回）

## 番組の内容
1990年10月から2001年3月まで、TBSラジオで放送されていた三笑亭夢丸司会の『週刊ツムラ街角パラダイス』の流れを汲み、毎週首都圏のショッピングセンターやドラッグストアから生中継を実施。ある年に時代を遡って、その年の主な出来事に関するクイズにリスナーが挑戦するというものだった。

### クイズタイムアタック
中継会場に集まったリスナーの中から選ばれた2人が、その週のテーマとなった年の主な出来事に関するスピードクイズで対決。クイズの挑戦者は、生放送の前に行う全員参加のイントロクイズで1問でも正解できたリスナーの中から選抜されていた。
1分間に10問が矢継ぎ早に出題され、1問正解するごとに賞金1,000円を獲得。さらにその中に1問「ラッキークイズ」が入っており、これに正解すると賞金2,000円を獲得。10問全問正解で最高11,000円を獲得できた。
2人のチャレンジが終了した時点で、獲得賞金の多かった方が勝者となり（獲得賞金が同額の場合、正解数が多い方が勝者）、次の「イントロタイムQ」に進む。敗者は獲得した賞金をそのまま持ち帰れた。
このコーナーは1分間という短時間の戦いでありながら接戦となることが多く、2003年3月に横浜市内のドラッグストアからの生放送で行われた1999年に関するクイズでは、対戦結果が「10問正解・11,000円」対「9問正解・10,000円」となり、司会のつまみ枝豆も「こんな結果になるとは思わなかった。意外な所ですごいことが起きるもんだ」と驚きを隠せなかったという。

### イントロタイムQ
「クイズタイムアタック」の勝者が挑戦するイントロクイズ。その週のテーマとなった年に大ヒットしたある曲のイントロを聴き、曲のタイトルを当てる。
イントロを聴ける時間は、「クイズタイムアタック」で獲得した賞金によって変動する（1,000円につき1秒）。聴くことができたイントロ部分と、イントロ前に出されたヒントをもとに、見事正解すれば獲得賞金が倍増するが、不正解だと半額に減らされ、「クイズタイムアタック」の敗者よりも貰える金額が少なくなってしまうこともあった。
「クイズタイムアタック」と合わせれば、最高22,000円の賞金を手に入れることができた。また、ツムラの人気商品も贈られた。なお、2003年4月以降は「クイズタイムアタック」の勝敗に関わらず、双方にツムラの人気商品がプレゼントされた。

### その他
- 番組初期には、全員参加による3択クイズのコーナーもあった。
- 生放送の前には、全員参加のビンゴゲームがあった。縦、横、斜めどれか一つでもビンゴになったら上がりとなり、先に上がりとなった12人のリスナーには、ツムラの人気商品や中継会場となったお店で使える商品券などがプレゼントされた。

## 後継番組
『ラ・ラ・ラ♪日ようび』の放送終了に伴い、ツムラ提供の中継クイズコーナーは土曜日の『サタデー大人天国! 宮川賢のパカパカ行進曲!!』に移り、お笑いコンビ・X-GUNの司会で「ツムラ街角ヤッホークイズ」と題して放送されたが、全体の番組の内容に合わないとの批判が相次ぎ、2005年3月にコーナーが終了。ツムラもスポンサーから撤退した。